# Pseudochazara mniszechii
Pseudochazara mniszechii är en fjärilsart som beskrevs av Herrich-Schäffer 1852. Pseudochazara mniszechii ingår i släktet Pseudochazara och familjen praktfjärilar. Inga underarter finns listade i Catalogue of Life.